# J・P・トコト
J・ P ・トコト  (J. P. Tokoto) こと、ジャン＝ピエール・トコト2世 (Jean-Pierre Tokoto Ⅱ  ,  1993年9月15日 - )は、アメリカ合衆国・イリノイ州ロックフォード出身のバスケットボール選手。ポジションはSF。

## 来歴
ノースカロライナ大学で3年間プレーし、平均8.3得点 4.6アシストを記録したところで、2015年のNBAドラフトにアーリーエントリーを表明。58位でフィラデルフィア・76ersから指名され、開幕ロースター入りを目指したものの、シーズン開幕前の10月26日に解雇となり、傘下のデラウェア・87ers送られたトコトは、10月30日のDリーグドラフトでオクラホマシティ・サンダー傘下のオクラホマシティ・ブルーから指名を受け、NBA入りを目指すことになる。
2016年夏のNBAサマーリーグではニューヨーク・ニックスの一員として参加。8月2日にニックスとシーズンキャンプに関する契約を結び、ジャスティン・ホリデー、モーリス・ンドゥール、ロン・ベイカーらと開幕ロースター入りを懸けた争いに挑んだものの、10月21日に解雇。31日にリオグランデバレー・バイパーズと契約した。

### ハポエル・テルアビブBC（2020-2023）
2020年11月14日、ハポエル・テルアビブBCとの契約が発表された。国内リーグでは15試合に出場し、1試合平均28.6分の出場で、13.3得点、5.3リバウンド、5.2アシスト、1.5スティール、フィールドゴール成功率50.9パーセントという成績を残した。
2021年5月30日、ハポエル・テルアビブBCとの再契約が発表された。国内リーグでは27試合に出場し、1試合平均31.4分の出場で、14.5得点、7.5リバウンド、3.6アシスト、1.5スティール、プレーオフでは4試合に出場し、1試合平均33.5分の出場で、14.8得点、7.5リバウンド、3.3アシスト、1.3スティールという成績を残した。

### ハポエル・アフラ(2024-)
2024年8月17日、イスラエル・バスケットボール・プレミアリーグに所属するハポエル・アフラ B.C.への加入が発表された。

## 家族
叔父で同姓同名のジャン＝ピエール・トコト  (Jean-Pierre Tokoto)は、元カメルーン代表のサッカー選手で、1982 FIFAワールドカップに出場した経験を持つ。